# Hayano Hiroshi
Hiroshi Hayano (早野 宏史, sinh ngày 14 tháng 11 năm 1955) là một huấn luyện viên và cựu cầu thủ bóng đá người Nhật Bản.

## Sự nghiệp Huấn luyện viên
Hiroshi Hayano đã dẫn dắt Yokohama F. Marinos, Gamba Osaka và Kashiwa Reysol.